# Station Leitstade
Station Leitstade (Haltepunkt Leitstade) is een spoorwegstation in de Duitse plaats Leitstade, gemeente Hitzacker (Elbe) in de deelstaat Nedersaksen. Het station ligt aan de spoorlijn Wittenberge - Jesteburg. De naam van het station en het gehucht is afgeleid van een tweetal megalieten, welke dicht bij het station liggen. Het gehucht zelf bestaat niet meer dan uit een handjevol huizen, op ongeveer 1 kilometer afstand ligt het dorpje Wietzetze, eveneens gemeente Hitzacker.

## Indeling
Het station is een typisch voorbeeld van een station van de laagste categorie 7. Het enige perron is niet bestraat, maar heeft wel verlichting en een houten abri. Het station is te bereiken via de straat Leitstade Bahnhof. Het heeft ook nog een stationsgebouw, maar dat wordt als woonhuis gebruikt.

## Verbindingen
Het station wordt alleen door treinen van erixx bediend. De volgende treinserie doet het station Leitstade aan:
| Serie | Treinsoort           | Route                                              | Bijzonderheden                           |
| ----- | -------------------- | -------------------------------------------------- | ---------------------------------------- |
| RB 32 | Regionalbahn (Erixx) | Lüneburg – Dahlenburg – Leitstade – Dannenberg Ost | Wendlandbahn Rijdt eenmaal per drie uur. |

Anno 2021 zijn er plannen, om deze spoorweghalte te sluiten.